# Provincia Pyongan de Nord
Pyongan de Nord este o provincie a R.P.D. Coreene. Reședința sa se găsește la Sinujiu. În 2002 a fost proclamată Regiunea Special-Administrativă Sinujiu în preajma orașului Sinujiu, aceasta fiind guvernată separat ca o Regiune Special-Administrativă, dar încă nu a fost pusă în folosință până acum.